# Can Gras d'Avall
Can Gras d'Avall és una masia de Sant Pere de Vilamajor (Vallès Oriental) protegida com a Bé Cultural d'Interès Local.

## Descripció
Masia de tres pisos, estretament lligada a can Gras d'Amunt. Destaca la porta d'entrada, que dona accés al barri, que és de mig punt amb pedres rogenques esmoladores. A banda i banda de la porta i donant tota la volta fins a tancar la façana principal, trobem les corts en el pis inferior i gairebé soterrades, mentre que en el pis superior trobarem la pallissa. A l'esquerra hi ha el pou